# 愛だけを残せ
「愛だけを残せ」（あいだけをのこせ）は、2009年11月4日に発売された中島みゆきの41作目のシングル。

## 解説
前作「一期一会」より約2年4ヶ月ぶりのリリースとなった。
「愛だけを残せ」は映画『ゼロの焦点』の主題歌。中島のシングル曲が映画主題歌に使用されたのは、1998年の「瞬きもせず」以来、11年ぶりである。
2010年発売の37枚目のアルバム『真夜中の動物園』にアルバムバージョンとして収録された。また、2013年発売のシングルコレクションアルバム『十二単〜Singles 4〜』には、「愛だけを残せ」と「闘りゃんせ」がともに収録されたが、そのうち「愛だけを残せ」はリミックスバージョンでの収録となった。2020年発売のベストアルバム『ここにいるよ』にもリミックスバージョンが収録された。「愛だけを残せ」のシングルバージョンは2022年現在アルバム未収録となっている。
カップリング曲の「闘りゃんせ」は、2008年にYOKOに提供した楽曲のセルフカヴァー。YOKO版とは異なり、冒頭部分などの数箇所の詞は歌われていない。
2022年11月28日にこのシングルは、新たにデジタル・ダウンロード配信された。

## 収録曲
- 全作詞・作曲：中島みゆき、編曲:瀬尾一三

1. 愛だけを残せ [6:30]
2. 闘りゃんせ [6:18]
3. 愛だけを残せ（TV MIX）
4. 闘りゃんせ（TV MIX）

## メディアでの使用
| # | 曲名             | タイアップ                       | 出典  |
| - | ---------------- | -------------------------------- | ----- |
| 1 | 「愛だけを残せ」 | 東宝配給映画『ゼロの焦点』主題歌 | [ 2 ] |

## 収録作品

### アルバム
| 曲名         | 収録アルバム                                        | 発売日         | 備考                                   |
| ------------ | --------------------------------------------------- | -------------- | -------------------------------------- |
| 愛だけを残せ | 『真夜中の動物園』                                  | 2010年10月13日 | 37thアルバム（アルバムバージョン）     |
| 愛だけを残せ | 『十二単〜Singles 4〜』                             | 2013年11月20日 | ベストアルバム（リミックスバージョン） |
| 愛だけを残せ | 『中島みゆき ライブ リクエスト -歌旅・縁会・一会-』 | 2018年12月19日 | ライブアルバム                         |
| 愛だけを残せ | 『ここにいるよ』                                    | 2020年12月2日  | ベストアルバム（リミックスバージョン） |
| 闘りゃんせ   | 『十二単〜Singles 4〜』                             | 2013年11月20日 | ベストアルバム                         |

### 映像作品
| 曲名         | 収録映像作品                  | 発売日         | 備考         |
| ------------ | ----------------------------- | -------------- | ------------ |
| 愛だけを残せ | 『中島みゆき「縁会」2012〜3』 | 2014年11月12日 | ライブDVD/BD |